# Falca, Cluj
Falca este un sat în comuna Mociu din județul Cluj, Transilvania, România.

## Demografie
De-a lungul timpului populația localității a evoluat astfel: